# 淀川天神社
淀川天神社（よどがわてんじんしゃ）は、大阪市北区国分寺にある神社。旧社格は村社。法人名は天神社（あまつかむのやしろ）。

## 歴史
天平10年（738年）に行基がこの一帯を開拓した時、開拓の守護神として天穂日命を勧請したのが起源だとされている。この神は天照大神の第2子であり、子孫に野見宿禰・菅原道真・大江匡房等を出した（とされる）ので、今は菅原道真の霊を祀って天満宮になっている。
1872年（明治5年）村社に列する。1873年（明治6年）、神宮寺の黄檗宗淸源山正德禪寺（正徳寺）と分離する。1908年（明治41年）に東梅ヶ枝町（現・西天満）の稲荷神社を合祀。
1910年（明治43年）年には中島村（現・東淀川区）の神社から社殿を移築している。社殿は享保年間（1716年 - 1736年）に建立されたものである。1911年（明治44年）に神饌幣帛料供進社に指定される。
太平洋戦争時の1945年（昭和20年）6月7日の第3回大阪大空襲、及び6月15日の第4回大阪大空襲の際にも社殿はその被害を免れている。

## 祭神
- 主祭神 - 天穂日命、菅原道真

## 境内
- 本殿 - 享保年間（1716年 - 1736年）建立。1910年（明治43年）年に現在地に移築。
- 幣殿 - 享保年間（1716年 - 1736年）建立。1910年（明治43年）年に現在地に移築。
- 拝殿 - 享保年間（1716年 - 1736年）建立。1910年（明治43年）年に現在地に移築。
- 社務所
- 稲荷神社 - 天正10年（1582年）建立。小堀遠州の屋敷である砂原屋敷にあったものという。1908年（明治41年）に現在地に移築。

## 現地情報
所在地
- 大阪府大阪市北区国分寺1丁目4-1

交通アクセス
- 最寄駅：OsakaMetro（堺筋線・谷町線）及び阪急千里線「天神橋筋六丁目駅」下車後、徒歩約5分